# 魯西夫 (斯尼亞滕區)
48°30′55″N 25°31′30″E / 48.51528°N 25.52500°E
魯西夫（烏克蘭語：Русів），是烏克蘭西部的村莊，隸屬伊萬諾-弗蘭科夫斯克州的科洛梅亞區。該村始建於1443年，面積3.22平方公里，海拔高度295米，2001年人口1,119，人口密度每平方公里34.8人。